# Virginijus Baltušnikas
Virginijus Baltušnikas, né le 22 octobre 1968 à Panevėžys, est un footballeur international lituanien. Il joue notamment en faveur du FK Žalgiris Vilnius, dans le championnat d'URSS puis dans le championnat lituanien. Il joue également en Allemagne et dans le championnat russe.

## Biographie

### En club
Virginijus Baltušnikas joue en Lituanie, en Ouzbékistan, en Allemagne et en Russie.
Son palmarès est constitué de trois titres de champion de Lituanie et d'une Coupe de Lituanie.
Participant aux Coupes d'Europe, il joue deux matchs en Ligue des champions, sept en Coupe de l'UEFA (un but), et enfin huit en Coupe des coupes (deux buts).

### En équipe nationale
Baltušnikas effectue 42 apparitions en faveur de l'équipe de Lituanie. Il marque neuf buts. Toutefois, seulement 41 sélections et sept buts sont officiellement reconnues par la FIFA.
Il joue son premier match en équipe de Lituanie le 27 mai 1990, en amical contre la Géorgie. Il inscrit un but lors de ce match, pour un score nul (2-2) à Tbilissi.
Le 12 juillet 1992, il marque un triplé contre la Lettonie, dans le cadre de la Coupe baltique (victoire 2-3 à Liepāja). La Lituanie remportera cette compétition. Huit jours plus tard, il marque un autre but contre la Biélorussie (score : 1-1 à Vilnius). 
Il marque ensuite un but en avril 1993 contre l'Albanie, un but en avril 1994 face à Israël, et un but face à l'Estonie en mai 1995.
Lors de l'année 1995, il est à trois reprises capitaine de la sélection. Il est une dernière fois capitaine en août 1998.
Il reçoit sa dernière sélection avec la Lituanie le 14 octobre 1998, contre la Bosnie-Herzégovine, match au cours duquel il inscrit son dernier but, pour une victoire 4-2 à Vilnius.

## Palmarès
- Vainqueur de la Coupe baltique en 1992 avec l'équipe de Lituanie
- Champion de Lituanie en 1991, 1992 et 1999 avec le Žalgiris Vilnius
- Vainqueur de la Coupe de Lituanie en 2000 avec le Žalgiris Vilnius